# Лобанов, Николай Степанович
Николай Степанович Лобанов (25 января 1908, Невежкино, Саратовская губерния — 27 мая 1954, Николаевская область) — командир отделения 15-го отдельного гвардейского саперного батальона гвардии младший сержант — на момент представления к награждению орденом Славы 1-й степени. Полный кавалер ордена Славы.

## Биография
Родился 24 января 1908 года в селе Невежкино (ныне — Лысогорский район, Саратовская область). Образование начальное.
В Красной армии и в боях Великой Отечественной войны с мая 1942 года, был призван Чиназским райвоенкоматом Ташкентской области Узбекистана. Боевой путь красноармеец Лобанов начал в составе 28-го гвардейского артиллерийского полка 9-й гвардейской дивизии повозочным, в декабре 1942 года был ранен, награждён медалью «За боевые заслуги». К лету 1944 года — сапер 15-го отдельного гвардейского саперного батальона 11-й гвардейской стрелковой дивизии. В составе этой части прошел до Победы.
В ночь на 23 июня 1944 года в районе 20 км северо-восточнее города Орша Витебской обл. красноармеец Лобанов сделал проход в проволочном заграждении противника и в поисках мин дополз до самых вражеских траншей. Убедившись в безопасности прохода вернулся на свои позиции. В тот же день участвовал в постройке моста, несмотря на постоянный огонь противника, мост был построен в срок.
Приказом по частям 11-й гвардейской стрелковой дивизии от 26 июня 1944 года красноармеец Лобанов Николай Степанович награждён орденом Славы 3-й степени.
27 июня 1944 года в столкновении с группой вражеских солдат своими решительными действиями способствовал захвату в плен несколько солдат противника. В ночь на 1 июля 1944 года после пятидесятикилометрового марша в составе батальона ефрейтор Лобанов участвовал в строительстве трех переправ через реку Березина и её притоков в районе совхоза Веселово. В течение суток работал на установке опор, проявил образцы самоотверженности и выносливости.
Приказом по войскам 11-й гвардейской армии от 27 июля 1944 года гвардии ефрейтор Лобанов Николай Степанович награждён орденом Славы 2-й степени.
В ночь на 15 октября 1944 года на нейтральной полосе, действуя в группе разграждения, гвардии младший сержант Лобанов лично снял 9 противотанковых и 6 противопехотных мин, сделал проход в проволочном заграждении. При отходе на свои позиции, вынес раненого товарища. Был представлен к награждению орденом Славы 1-й степени.
В наступательных боях с 18 января 1945 года гвардии младший сержант Лобанов действовал в составе взвода инженерной разведки, точно и своевременно доносил о состоянии дорог, мостов и бродов на пути продвижения дивизии. Под огнём противника указывал переправы через реки, участвовал в боях в составе стрелковых подразделений. Был награждён орденом Отечественной войны 2-й степени.
Указом Президиума Верховного Совета СССР от 24 марта 1945 года за образцовое выполнение боевых заданий командования на фронте борьбы с немецкими захватчиками и проявленные при этом доблесть и мужество младший сержант Лобанов Николай Степанович награждён орденом Славы 1-й степени. Стал полным кавалером ордена Славы.
Трагически погиб 27 мая 1954 года. Похоронен на кладбище села Грейгово Жовтневого района Николаевской области Украины.
Награждён орденами Отечественной войны второй степени, Славы трёх степеней, медалями, в том числе «За боевые заслуги».